# Maren
Maren est un village de la commune néerlandaise d'Oss dans la province du Brabant-Septentrional sur la rive gauche de la Meuse.
Le nombre d'habitants de Maren est compris dans celui de l'entité statistique Maren-Kessel, qui est formé des villages de Maren, Kessel et Maren-Kessel. Le 1er janvier 2007, cette entité statistique compte 1 067 habitants.

## Histoire
Le site de Maren, dune de sable fluvial, a été habité depuis le temps des Gaulois et des Romains. Mais la première mention de Maren date de 997, dans un acte du roi Hugues Capet concernant la Seigneurie de Heriwarda (Heerewaarden), dont dépendent les localités de Marsna et Casella, Maren et Kessel. La Seigneurie de Heriwarda passe en 1024 au chapitre de la cathédrale St.Lambert de Liège. Au XIIIe siècle, Kessel devient une Seigneurie. Maren reste un village et tombe directement sous le Duc de Brabant.

## La Paroisse

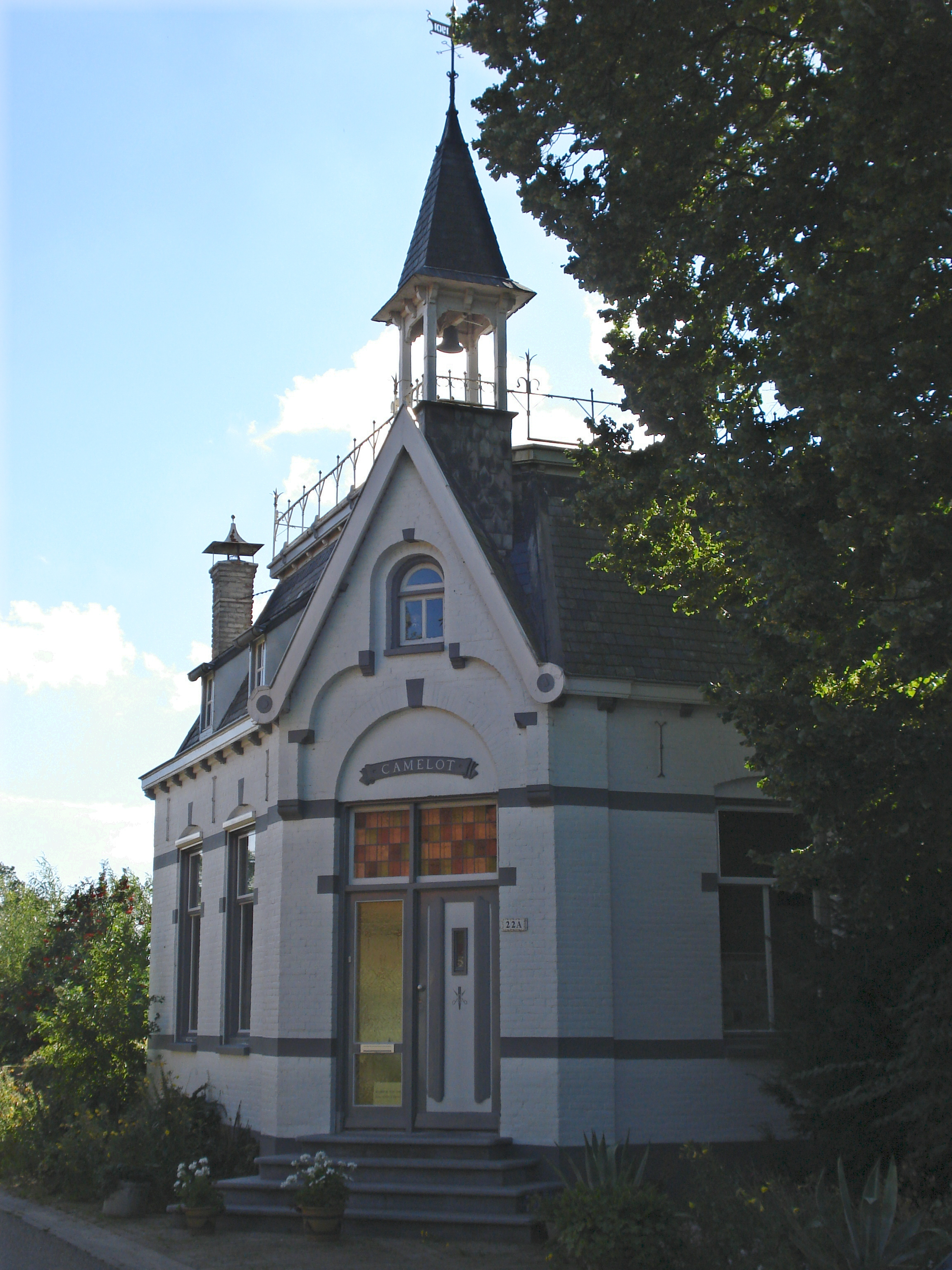
L'ancienne mairie d'Alem Maren en Kessel à Maren.

Sous le chapitre de Liège, Maren et Kessel sont une seule paroisse avec une église à Maren, consacrée à St.Lambert. Quand au XIIIe siècle Kessel devient une Seigneurie, ce village reçoit sa propre église St.Antoine. Vers 1500, on construit une nouvelle église à Maren. Quand après la guerre de Quatre-Vingts Ans, le service catholique est défendu, on tolère que les deux villages se réunissent sous le curé de Maren dans une église-grange. Après 1800, l'église de Maren revient aux catholiques. En 1905, on construit une nouvelle église néogothique. En 1944, les vieux villages Maren et Kessel ont été évacués, l'église de Kessel a été détruite et celle de Maren sévèrement dommagée. Après la guerre, on décide de construire, en 1953, une nouvelle église et un nouveau village avec une école et des commerces à mi-chemin entre les deux vieux villages. C'est devenu le village de Maren-Kessel. L'église de Maren est alors abattue, il ne reste que l'ancien presbytère, l'ancien cimetière et un groupe de statues représentant la résurrection.

## La commune
Maren possédait autrefois une petite mairie contre l'église et le village était apparemment une commune indépendante. À la formation des communes du jeune Royaume des Pays-Bas, Maren s'unifie avec Alem et Kessel dans l'ancienne commune d'Alem, Maren en Kessel. En 1958, à la dissolution de l'ancienne commune d'Alem, Maren en Kessel, Maren, Maren-Kessel et Kessel passent à la commune de Lith, où ils forment une seule localité statistique sous le nom de Maren-Kessel.